# Theodor Schuster
Theodor Schuster (18 de septiembre de 1808-1872) fue un jurista, médico y activista político radical y socialista alemán. Junto con Jacob Venedey fue el máximo dirigente de la Liga de los Proscritos y ha sido encuadrado en el grupo de los que Marx y Engels llamaron «socialistas pequeñoburgueses» en el Manifiesto del Partido Comunista.

## Biografía
Fue profesor de la Universidad de Gottingen y durante su exilio en París participó en la fundación en 1834 de la Liga de los Proscritos de la que se convirtió en su principal dirigente, junto con Jacob Venedey.
Fue el principal colaborador de la revista mensual de la Liga Der Geächtete (El Proscrito), dirigida inicialmente por Venedey. En sus artículos difundió las ideas de los socialistas utópicos franceses y del economista suizo Sismondi, y abogó, entre otras reformas, por la constitución de Talleres Nacionales, para «remediar el desarrollo de la desigualdad» como lo probaba el «destino triste de los obreros de las fábricas» y al que «la gran mayoría de los artesanos estaban [también] destinados». En uno de sus artículos Schuster escribió sobre la cuestión social:

Cada progreso de la industria y de las artes en nuestra sociedad significa un retroceso del bienestar de los hombres y de la cultura humana. Para que el pueblo acceda a la inteligencia se necesitará, en una próxima revolución, derribar, no solamente al monarca, sino a la monarquía. Esta última está formada no por las armas y las coronas, sino por los privilegios; y el mayor de todos los privilegios es la riqueza.

En las páginas de la revista mantuvo una dura polémica con Venedey a propósito de la definición ideológica de la revolución que debía «asegurar la salvación de Alemania, la felicidad de los honrados alemanes». Mientras Venedey afirmaba que lo fundamental era «derribar la tiranía, el dominio de la injusticia, derrotar la bestia que se alimenta de carne y de sangre» y que «sólo después llegará el tiempo de construir, un tiempo en el que no faltarán expertos en la construcción», Schuster creía necesario determinar previamente los supuestos ideológicos de la revolución que, según él, no debía limitarse a la proclamación de la «república democrática» sino que tenía que transformar la sociedad por lo que debía adoptar un programa anticapitalista y ser protagonizada por los trabajadores. «Hay solo una verdad social: la de la igualdad humana y, por lo menos en las actuales condiciones, un solo medio de alcanzar este bien: la revolución», proclamó.
Estas propuestas, influidas en parte por el fourierismo y por el neobabuvismo, las desarrolló en su obra más conocida, Pensamientos de un republicano (Gedanken eines Republikaners, 1835), publicada inicialmente en Der Geächtete y luego en forma de opúsculo independiente. En esta obra se preguntaba, ¿cómo era posible que en un país globalmente «rico» la mayoría de la población viviera en la miseria? La respuesta era obvia: porque la riqueza estaba desigualmente repartida. Y esa era la injusticia fundamental de la sociedad capitalista —«sólo al rico conduce el sendero de la nueva riqueza, y en vano confía el podre en el poder de su diligencia y de su capacidad»— y justificaba la revolución social.

El pueblo no quiere rapiña ni sangre, quiere sólo trabajar en paz y una moderada compensación. Pero si rechazáis las palabras de reconciliación con gritos de guerra, si, como ha ocurrido hasta ahora, respondéis con torpes actos de violencia a las limitadas plegarias del pueblo, guay, entonces, no del pueblo (la causa del pueblo no puede perecer), guay de vosotros. Vosotros mismos habréis querido vuestra destrucción, y la hallaréis. ¿No queréis saber nada de reformas sociales? Os doblegaréis entonces ante la revolución social.